# Vânători, Iași
Vânători (în trecut, Stolniceni-Ghițescu) este satul de reședință al comunei cu același nume din județul Iași, Moldova, România.